# Cnestis yangambiensis
Cnestis yangambiensis là một loài thực vật có hoa trong họ Connaraceae. Loài này được Louis ex Troupin mô tả khoa học đầu tiên năm 1951.